# Chimarra ariomana
Chimarra ariomana är en nattsländeart som beskrevs av Malicky 1993. Chimarra ariomana ingår i släktet Chimarra och familjen stengömmenattsländor. Inga underarter finns listade i Catalogue of Life.